# 小叢軸孔珊瑚
小叢軸孔珊瑚（学名：Acropora verweyi）为軸孔珊瑚科軸孔珊瑚屬下的一个种。